# Martín Sánchez
Pour les articles homonymes, voir Sánchez.
Martín Sánchez est un boxeur mexicain né le 3 mai 1979 et mort le 2 juillet 2005.

## Biographie
Devenu boxeur professionnel en 1994, il meurt à la suite d'un combat de super-légers aux États-Unis face au russe Rustam Nugaev disputé le 1er juillet 2025. Sanchez (13 victoires et 10 défaites) avait été mis KO à la 9e reprise mais semblait être en bonne santé en quittant le ring. Il fut toutefois hospitalisé dans la foulée à la suite d'un malaise. Il décéda à l'hôpital à la suite d'un traumatisme crânien.

## Référence
1. ↑  (en) Rustam Nugaev vs. Martín Sánchez (boxrec.com)